# Zdeněk Koubek (1913–1986)

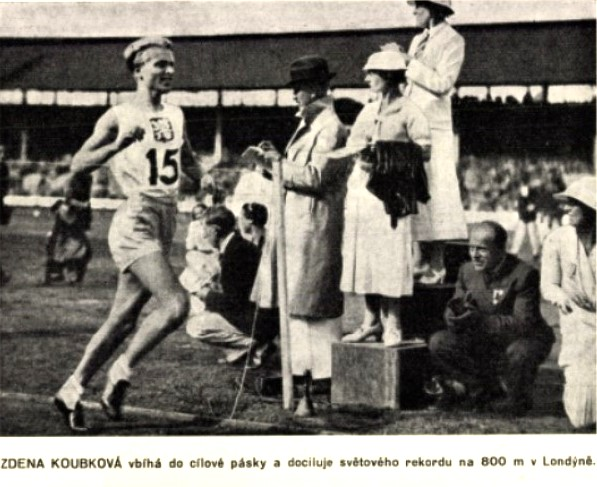
Zdena Koubková při dosažení světového rekordu na 800 m (1933)

Zdeněk Koubek, rozený Zdena Koubková, křtěný Zdenka Valerie, (8. prosince 1913 Paskov – 12. června 1986 Praha) byl československý sportovec s vrozenou vývojovou vadou reprodukční soustavy. Nejprve se věnoval ženské atletice, byl držitelem – později zrušených – světových rekordů v běhu žen na 80 a 800 m. Po operaci a změně jména v roce 1936 pak hrál mužské ragby.

## Život
Narodil se v Paskově (okres Frýdek Místek) v roce 1913 na velkostatku hraběte Stollberga, kde jeho otec byl šafářem. Měl vrozenou vadu reprodukční soustavy, rodiče mu zvolili „dívčí roli“ a jméno Zdena Koubková. Krátce nato se rodina přestěhovala do Brna. Po absolvování základní školy se vyučil prodavačem.

### Sportovní úspěchy
Začal se věnovat sportu, nejprve ženské atletice, v 17 letech zazářil na orlovských závodech. S atletickou kariérou začal ve VS Brno a v roce 1932 přešel do VS Praha. V roce 1933 se stal mistrem světa v běhu žen na 800 m, mistrem republiky v běhu žen na 200 m a ve skoku do dálky žen a obsadil druhé místo ve skoku do výšky žen. Dne 14. června 1934 vytvořil svůj první světový rekord v běhu žen na 800 m s časem 2:16,4 minut. Na ženských hrách v Londýně vytvořil nový světový rekord v běhu na 800 m časem 2:12,4. Ve skoku do dálky (5,70 m) získal 3. místo a zároveň vytvořil národní rekord.
Během ženských her v londýnských novinách vyšel ironický článek, že by některým rekordmankám z několika zemí slušely více kalhoty nežli sukně, a na prvním místě byl uveden Koubek. V Československu však na něj upozornil až román Lídy Merlínové z roku 1935 pod názvem Zdenin světový rekord, jehož námětem se stal Koubkův příběh a v němž byly použity i jeho fotografie. Jeho výkony se poté staly terčem nekompromisní reakce atletů Vysokoškolského sportu ve Strakovce, kam již neměl přístup. Koubek přitom s atletkami do sprchy nechodil a obzvlášť před závody si pečlivě holil tváře. Po odhalení se se svou identitou dokázal vyrovnat.

### Odchod do ústraní
V roce 1935 se Koubek stáhl ze soutěží a odjel na šestiměsíční turné po Spojených státech amerických, na němž přednášel o svém životním osudu. Dne 21. března 1936 podstoupil operativní úpravu genitálu v podolském sanatoriu a změnil si jméno na Zdeněk Koubek. Poté opustil atletiku a ukončil i perspektivní trenérskou činnost. Všechny trofeje získané v ženském sportu vyházel do popelnice. Složil maturitní zkoušku a byl zaměstnán jako úředník. Jeho rekordy včetně dvou světových rekordů štafet žen Československa zrušila IAAF v roce 1943.
Až po ukončení 2. světové války se vrátil ke sportu. Se svým bratrem Jaroslavem hrál ragby za místní klub v Říčanech na místě pravého pilíře. Po normalizaci v roce 1968 pracoval až do důchodu jako dělník. Zbytek života strávil se svou ženou v Praze, kde zemřel ve věku 72 let.

## Diagnóza
Během období, kdy vystupoval v ženské roli, neměl Koubek nikdy menstruaci. Podle zprávy ministerstva zdravotnictví z roku 1936 neměl vůbec vaječníky, na druhou stranu podle této zprávy neměl ani mužské pohlavní znaky, např. šourek nebo varlata. V souvislosti s Koubkem zmiňuje „hermafroditismus s převahou složky mužské“, jako projev mužství tato dobová zpráva označuje rovněž Koubkovu náklonnost vůči ženám. V souvislosti s Koubkem se jako o nejpravděpodobnější z diagnóz hovoří rovněž o rozštěpu šourku (hypospadii), kvůli které se genitál typický pro muže podobá stydkým pyskům. Při této diagnóze jsou však varlata přítomna, byť nesestouplá do šourku. Od 90. let 20. století se pojem hermafroditismus považuje za nepřesný a s pejorativními konotacemi. V medicínském prostředí se používá pojem DSD (Disorder of Sex Development), lidskoprávní a sociálněvědní prostředí, ale i velká část aktivistů a aktivistek používají pojmy intersex (či intersexualní) nebo „lidé s variacemi pohlavních znaků“.

## Inspirace v umění
- V roce 1935 vydala Lída Merlínová román Zdenin světový rekord"[9]
- Divadlo Petra Bezruče uvedlo 25. ledna 2019 hru Tomáše Dianišky Transky, body, vteřiny, který hru i režíroval[10]